# Hypodactylus brunneus
Hypodactylus brunneus es una especie de anfibio anuro de la familia Strabomantidae. Se encuentra en Colombia y Ecuador. Se encuentra amenazada de extinción por la pérdida de su hábitat natural.